# Dysschema disjuncta
Dysschema disjuncta är en fjärilsart som beskrevs av Walker 1856. Dysschema disjuncta ingår i släktet Dysschema och familjen björnspinnare. Inga underarter finns listade i Catalogue of Life.